# 3307 км
3307 км — населённый пункт в городском округе Обь Новосибирской области России.

## Топоним
До 2017 года официальное название — Остановочная Платформа 3307 км, позже изменено, как и у других НП, областным законом (исключены слова «остановочная платформа»).

## География
Расположен при одноимённом ж.-д. остановочном пункте на линии Омск — Новосибирск на окраине посёлка Красномайский, в 13 км к западу от города Обь.

## История
Населённый пункт появился при строительстве железной дороги. В селении жили семьи тех, кто обслуживал железнодорожную инфраструктуру.

## Население
| 2002 | 2009 | 2010 | 2014 | 2015 | 2016 | 2017 | 2018 | 2019 | 2020 | 2021 |
| ---- | ---- | ---- | ---- | ---- | ---- | ---- | ---- | ---- | ---- | ---- |
| 94   | ↘73  | ↗74  | ↘65  | ↘63  | ↘62  | ↗63  | ↘62  | →62  | ↗64  | ↗76  |

Согласно результатам переписи 2002 года, в национальной структуре населения населённого пункта Остановочная Платформа 3307 км русские составляли 97 % из 94 чел., из них мужчин 45, женщин 49.

## Инфраструктура
Путевое хозяйство. Действует железнодорожная платформа 3307 км.

## Транспорт
Автомобильный и железнодорожный транспорт.
В пешей доступности Омский тракт.